# Manavalassery
Manavalassery es una ciudad censal situada en el distrito de Thrissur en el estado de Kerala (India). Su población es de 7364 habitantes (2011). Se encuentra a 18 km de Thrissur y a 56 km de Cochín.

## Demografía
Según el censo de 2011 la población de Manavalassery era de 7364 habitantes, de los cuales 3355 eran hombres y 4009 eran mujeres. Manavalassery tiene una tasa media de alfabetización del 95,60%, superior a la media estatal del 94%: la alfabetización masculina es del 97,80%, y la alfabetización femenina del 93,80%.